# Sindgi
Sindgi é um cidade no distrito de Bijapur, no estado indiano de Karnataka.

## Geografia
Sindgi está localizada a 16° 55′ N, 76° 14′ L. Tem uma altitude média de 500 metros (1640 pés).

## Demografia
Segundo o censo de 2001, Sindgi tinha uma população de 27 749 habitantes. Os indivíduos do sexo masculino constituem 51% da população e os do sexo feminino 49%. Sindgi tem uma taxa de literacia de 56%, inferior à média nacional de 59,5%: a literacia no sexo masculino é de 63% e no sexo feminino é de 49%. Em Sindgi, 16% da população está abaixo dos 6 anos de idade.